# Dasyhelea vittata
Dasyhelea vittata är en tvåvingeart som beskrevs av Tokunaga 1940. Dasyhelea vittata ingår i släktet Dasyhelea och familjen svidknott. Inga underarter finns listade i Catalogue of Life.